# Polymeria angusta
Polymeria angusta är en vindeväxtart som beskrevs av Ferdinand von Mueller. Polymeria angusta ingår i släktet Polymeria och familjen vindeväxter. Inga underarter finns listade i Catalogue of Life.